# سيفون فلتر (سلسلة)
سيفون فلتر هي عبارة عن سلسلة لعبة فيديو نشرت من قبل شركة سوني والتي طورتها سوني بيند (سابقا)، التي ظهرت على بلاي ستيشن، بلاي ستيشن 2، وبلاي ستيشن المحمولة.

## السلسلة
- سيفون فلتر صدرت في عام 1999 على ps1
- سيفون فلتر 2 صدرت في عام 2000 وهي تكملة الجزء الأول على منصة ps1
- سيفون فلتر 3 صدرت عام 2001 وهي على منصة ps1 ,ps2
- سيفون فلتر أوميغا ستراين صدرت عام 2004 على بلاي ستيشن 2
- سيفون فلتر مرآة الظلام 1 صدرت عام 2006 على ps2
- سيفون فلتر مرآة الظلام 2 صدرت 2007
- سيفون فلتر ظل لوغان صدرت 2007
- سيفون فلتر كومبات أو بي اس صدرت 2007 على بلاي ستيشن 3

## نظرة عامة
غابرييل «غابي» لوغان هو بطل المسلسل الرئيسي. لوجان وكيلا للوكالة الدولية للاستشارات الرئاسية، خدم غابي، نيوجرسي، في فوج 75 وخاض الحارس في غرينادا. والتقى ليان شينغ في عام 1987، أثناء مهمة في أفغانستان السوفيتية المحتلة. خدم في حرب الخليج العربي. في عام 1993 وانضم إلى وكالة، في جزء أوميغا سترين، يتم تعيين غابي القائد العام للقوات المسلحة، واصلح الوكالة ووتسميته بالوكالة الدولية للاستشارات الرئاسية

في جزء في الظل لوغان، وأطلقوا النار غابي أربع مرات في الصدر من ترينيداد في نهاية العبة. ومن غير المعروف ما إذا كان على قيد الحياة